# Tom Simola
Tom Olavi Simola, född 22 maj 1968 i Kimito, är en finlandssvensk företagsledare och chefredaktör. Han var chefredaktör för Åbo Underrättelser. Han arbetade 2001–2008 som kommundirektör i Kimito och 2009–2015 som kommundirektör i Kimitoön. Han var 2015–2017 stadsdirektör i Raseborg och därefter verkställande direktör för tidningsförlaget ÅU Media Ab som är utgivare för Åbo Underrättelser vid sidan, att han var också tidningens chefredaktör. Hans företrädare som verkställande direktör var Harry Serlo. Simola är också ansvarig utgivare för tidningen Pargas Kungörelser – Paraisten Kuulutukset.
Personalen vid Åbo Underrättelser anmälde chefredaktör Simola till 2022 Opinionsnämnden för massmedier granskande artikel om Vänsterförbundets politiker i Åbo, som var skrinlagd, men nämnden befriade honom.
I december 2023 valdes Simola till stadsdirektör i Pargas.
Simola är juris kandidat från Åbo universitet, därefter vicehäradshövding.